# Биржевой бюллетень
Биржевой бюллетень — периодический орган биржи. На фондовых биржах он необходим для публикации курсов ценных бумаг, а на товарных биржах — биржевых цен на товары. Также в нем публикуется информация о сделках, которые заключаются на бирже.

## История
Первые современные акции датированы 1531 годом когда итальянские торговцы создали первую биржу в Брюгге, городе игравшем значительную роль в международной торговле. На бирже в Брюгге уделялось большое внимание обслуживанию иностранных торговцев. Именно в Брюгге появились такие понятия как биржевой бюллетень и официальные котировки — в 1592 году на этой бирже впервые был обнародован первый список стоимостей ценных бумаг.
Во время общеевропейского кризиса, незадолго до начала Первой мировой войны, на многих биржах началась паника. 16 июля 1914 года Московская биржа работала, но выход бюллетеня был прекращен.
В 1922—1930 годах в СССР функционировали товарные биржи. В то время издавались «Бюллетень хлебной биржи», «Бюллетень Московской товарной биржи».

## Описание
Как правило, биржевой бюллетень выпускается каждый день. На страницах биржевого бюллетеня фондовой биржи указывается перечень ценных бумаг, количество бумаг, которые были проданы за день. В нем содержится информация о высшем, низшем и заключительном курсах каждого вида ценных бумаг. В торгово-промышленных газетах размещается информация из некоторых биржевых бюллетеней.
В биржевом бюллетене есть список объектов, которые предлагаются к продаже, число сделок, которые были совершены в предыдущий биржевой день, курс ценных бумаг, аналитические данные и разные информационные сведения об объектах, которые предлагаются к продаже.
Согласно определению в коммерческой энциклопедии М. Ротшильда, биржевой бюллетень — официальное удостоверение, которое публикуется биржевым комитетом. Товарный бюллетень содержит прейскурант цен на товары, в фондовом бюллетене есть информация о вексельном курсе. Биржевые комитеты, согласно уставам большинства бирж, должны составлять и печатать бюллетени. Биржевой бюллетень составлялся немедленно после окончания биржевого собрания.